# María Guardiola Martín
María Guardiola Martín   (Càceres, 5 de desembre de 1978) és una funcionària i política espanyola del Partit Popular (PP). En 2022 va ser triada líder i candidata del Partit Popular d'Extremadura per a les eleccions autonòmiques de 2023. Fou investida presidenta de la Junta d'Extremadura des de juliol de 2023.

## Biografia
Nascuda a Càceres, és graduada en Administració i Direcció d'Empreses per la Universitat d'Extremadura. Ha treballat com a funcionària per a la Junta d'Extremadura.
El 2022 va ser l'única candidata que va reunir els avals necessaris per presentar-se a les primàries del PP extremeny per substituir el líder del partit des del 2008 José Antonio Monago. La seva única experiència prèvia en política és com a regidora de l'Ajuntament de Càceres on el PP és a l'oposició. Va ser seleccionada com a candidata per Pablo Casado i més tard sostinguda pel seu successor, Alberto Núñez Feijóo. Fernando Pizarro, alcalde de Plasencia, durant tres legislatures va plantejar una candidatura alternativa que va retirar tot just una setmana després per centrar-se en la seva reelecció com a alcalde.
Es va comparar a Guardiola amb Isabel Díaz Ayuso per haver estat també una desconeguda quan va ser elegida candidata regional pel seu partit. És la primera dona que lidera un dels dos grans partits d'Extremadura.
A les eleccions autonòmiques de 2023 el seu partit va quedar segon, però la suma de PP i Vox va guanyar a la de PSOE i Podem, per la que María Guardiola només pot ser presidenta d'Extremadura i rebre el suport de Vox en la investidura. Inicialment, es va negar a pactar amb Vox, però després de diverses tensions amb la direcció nacional del partit, la política va acordar un pacte amb aquesta formació d'extrema dreta.
Va prendre possessió com a presidenta d'Extremadura el 17 de juliol de 2023.

## Ideologia
María Guardiola recolza les rebaixes fiscals que planteja el Partit Popular a tot Espanya. Ha defensat la reivindicació històrica del AVE d'Extremadura. Aposta per relaxar la legislació mediambiental perquè «sigui compatible la protecció al medi ambient amb el creixement econòmic».És favorable a una Transició energètica cap a les renovables, però no a construir-ne de noves centrals nuclears.En un acte del partit al costat d'altres líders autonòmics va reivindicar el PSOE de Felipe González i Alfonso Guerra enfront del «sanchisme». Ha mostrat el seu suport a la legislació en matèria de violència de gènere i ha defensat el dret a l'avortament.